# Tomasz Kuszczak
Tomasz Mirosław Kuszczak (Krosno Odrzańskie, 20 de março de 1982) é um ex-goleiro de futebol polonês.

## Carreira Internacional
Kuszczak também havia jogado duas partidas internacionais por esta altura, sua estreia chegando em 11 de Dezembro de 2003 contra Malta. A Polônia ganhou uma partida fora de casa por 4-0.
Devido a suas performances impressionantes para West Bromwich Albion, apesar de o clube acabou sendo rebaixado, ele foi chamado até o 23 homem-nacional da Polónia time de futebol para a Copa do Mundo 2006. No entanto, em uma partida de Copa do Mundo de warm-up entre a Polónia e a Colômbia em 30 de maio de 2006, ele sofreu um gol diretamente de um punt tempo pelo goleiro oposição, Neco Martínez. Kuszczak posteriormente acabou como Artur Boruc está de volta durante o torneio e não jogar.